# Elba Álvarez Torrado
Elba Álvarez Torrado (geboren am 26. Mai 2001 in Vigo) ist eine spanische Handballspielerin. Sie wird auf der Spielposition Rückraum eingesetzt.

## Vereinskarriere
Elba Álvarez spielte zunächst bis 2024 bei Caja Rural Aula Valladolid und seit 2024 für Super Amara Bera Bera in der División de Honor, der ersten spanischen Liga.
Sie spielte mit den Teams aus Valladolid und aus Donostia auch in europäischen Vereinswettbewerben, so in der EHF European League.

## Auswahlmannschaften
Álvarez lief am 27. November 2015 erstmals für eine Auswahlmannschaft der RFEBM auf. Sie wurde in drei Partien der promesas selección eingesetzt und erzielte dabei sieben Tore.
Von November 2018 bis Juli 2019 war sie in zwölf Spielen der Juniorinnen-Nationalmannschaft eingesetzt und warf darin 13 Tore. Mit der Auswahl nahm sie an der U-19-Europameisterschaft 2019 (11. Platz) teil.
Im Juni 2022 wurde sie erstmals für die spanische Nationalmannschaft aufgeboten. Mit der spanischen A-Auswahl gewann sie die Mittelmeerspiele 2022 und nahm an der Europameisterschaft 2024 teil.

## Erfolge
- Mittelmeerspiele 2022
- Supercopa Ibérica 2024